# Edmund G. Ross

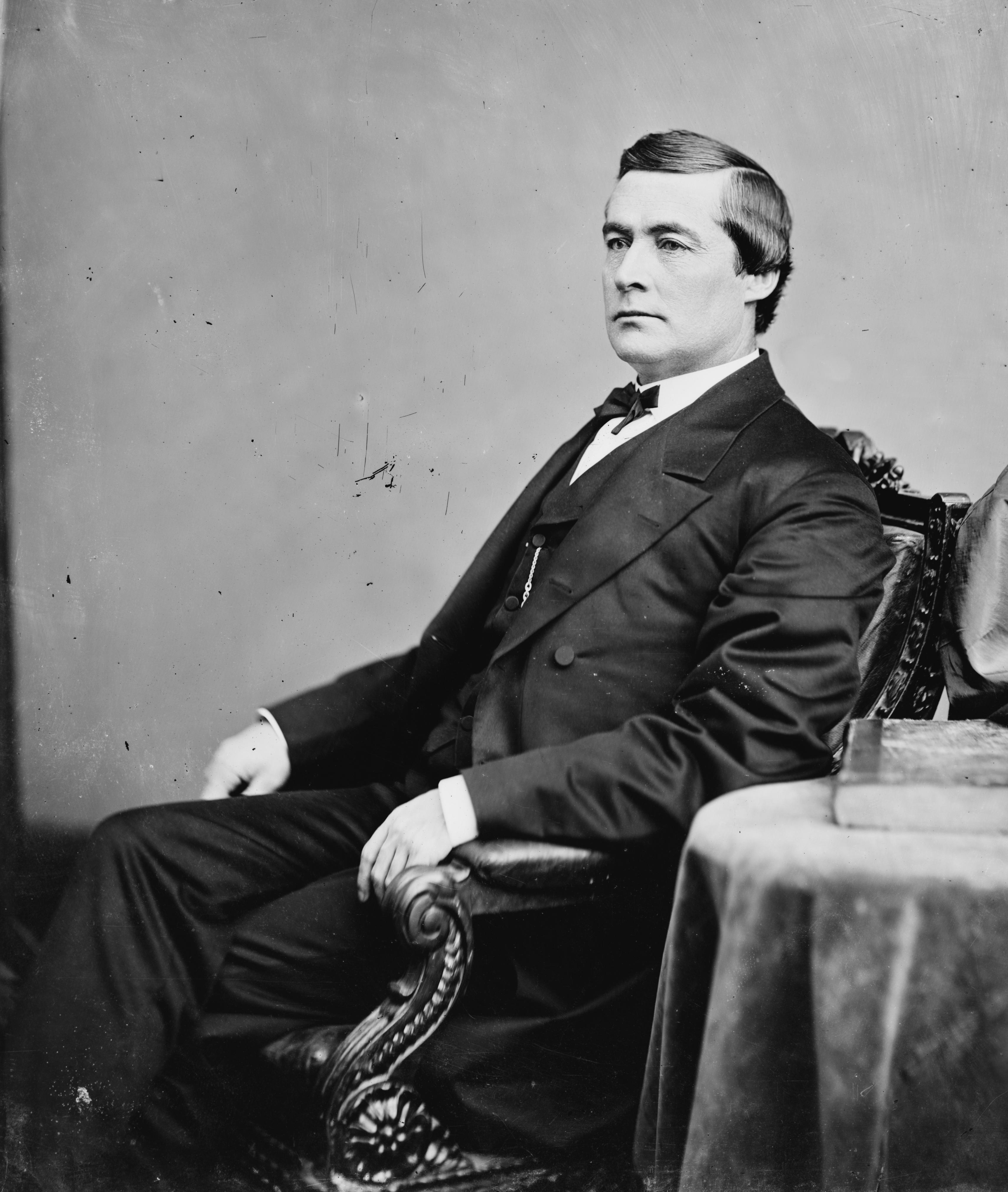
Edmund G. Ross

Edmund Gibson Ross, född 7 december 1826 i Ashland i Ohio, död 8 maj 1907 i Albuquerque i New Mexico-territoriet, var en amerikansk politiker och publicist. Han representerade delstaten Kansas i USA:s senat 1866–1871. Han fällde den avgörande rösten mot en fällande dom då USA:s president Andrew Johnson ställdes inför riksrätt. Ross var guvernör i New Mexico-territoriet 1885–1889.
Ross växte upp i Ohio. Han flyttade 1849 till Wisconsin där han arbetade som journalist. Han flyttade 1856 till Kansasterritoriet och var en ledande förespråkare emot införandet av slaveriet där. Han var ansvarig utgivare för Topeka Tribune 1856–1858. Han grundade sedan tidningen Kansas State Record. Han arbetade som direktör på järnvägsbolaget Atchison, Topeka and Santa Fe Railway. Ross deltog i amerikanska inbördeskriget i nordstatsarmén och befordrades till major.
Senator James H. Lane begick självmord år 1866 och republikanen Ross tillträdde som ledamot av USA:s senat. President Johnson ställdes inför riksrätt år 1868. Sju republikanska senatorer röstade emot en fällande dom och Johnson klarade sig med en rösts marginal. Ross var den sista i ordningen av dessa sju som fällde sin röst och har av den anledningen blivit historisk för att han avgjorde omröstningen. John F. Kennedy har skrivit om Ross i boken Profiles In Courage på grund av den avgörande rösten. De sex övriga republikanerna som gick emot sitt parti var William P. Fessenden, Joseph S. Fowler, James W. Grimes, John B. Henderson, Lyman Trumbull och Peter G. Van Winkle. Ross efterträddes 1871 som senator av Alexander Caldwell.
Ross bytte 1872 parti från republikanerna till demokraterna. Han kandiderade utan framgång i guvernörsvalet i Kansas 1880. President Grover Cleveland utnämnde 1885 Ross till guvernör i New Mexico-territoriet. Han efterträddes 1889 av republikanen L. Bradford Prince.
Ross var presbyterian. Han gravsattes på begravningsplatsen Fairview Memorial Park i Albuquerque.